# هيرويوكي ماتسوموتو
هيرويوكي ماتسوموتو (باليابانية: 松本 浩幸) (9 يوليو 1989 في أوساكا في اليابان – )؛ هو لاعب كرة قدم ياباني سابق كان يلعب كحارس مرمى.

## وصلات خارجية
- هيرويوكي ماتسوموتو على موقع رابطة كرة القدم اليابانية للمحترفين (اليابانية)
- هيرويوكي ماتسوموتو على موقع Soccerway.com (الإنجليزية)